# Damir Burić
Damir Burić, född 2 december 1980 i Pula, är en kroatisk vattenpolospelare. Han ingick i Kroatiens landslag vid olympiska sommarspelen 2004, 2008 och 2012.
Burić gjorde åtta mål i Aten där lagets insats räckte till en tiondeplats. I matchen mot Egypten gjorde han tre mål. I Peking var Kroatien sexa och Burić gjorde fem mål. I London tog han sedan OS-guld i herrarnas vattenpoloturnering. Hans målsaldo i London var fem mål, varav två gjorde han i kvartsfinalmatchen mot USA som Kroatien vann med 8–2.
Burić tog VM-guld i samband med världsmästerskapen i simsport 2007 i Melbourne. EM-guld tog Burić 2010 på hemmaplan i Zagreb.